# 2017年夏季世界大學運動會比賽場館列表

2017年夏季世界大學運動會logo

2017年夏季世界大學運動會比賽場館列表是關於2017年夏季世界大學運動會比賽場館資訊列表。預定共需60座（79處）場館，分別在臺北市、新北市、桃園市、新竹縣、新竹市等地，其中2座新建場館（臺北市網球中心、臺北和平籃球館）、5座賽前佈置場館，其餘53座為現有場館整建。截至2016年12月中旬整建場館已完工19座，4月底將全數完工，相較於上屆光州世大運，臺北世大運將預留110天工程緩衝期。
由於大部分的現有場館無法符合舉辦國際賽事標準，臺北市政府表示將藉此機會將臺北市及全臺運動場館整建為國際級競賽場館，同時也能夠在往後提供公眾使用。各項比賽場館將以符合國際大學運動總會規範及環保、節約等原則進行規劃，未來修繕計畫將配合場館總體檢、賽程安排、參賽隊數、交通運輸等進行綜合評估，並需經國際大學運動總會技術委員確認後方行定案。
另外，於新北市林口區設有新建之選手村。

## 場館列表
| 體育場館               | 競技項目                     | 容納人數 | 備註 | 現景 |
| ---------------------- | ---------------------------- | -------- | ---- | ---- |
| 臺北田徑場             | - 開幕典禮 - 閉幕典禮 - 田徑 | 20,000人 | 现有 |      |
| 臺北市網球中心         | - 網球                       | 4,000人  | 新建 |      |
| 臺北體育館             | - 羽球                       | 2,000人  | 现有 |      |
| 臺北市立天母棒球場     | - 棒球                       | 10,000人 | 現有 |      |
| 新莊體育場棒球場       | - 棒球                       | 12,500人 | 现有 |      |
| 臺北和平籃球館         | - 籃球                       | 7,000人  | 新建 |      |
| 新莊體育館             | - 桌球                       | 14,250人 | 现有 |      |
| 台北南港展覽館1館      | - 擊劍                       | 1,314人  | 现有 |      |
| 國立臺灣大學綜合體育館 | - 排球                       | 4,200人  | 现有 |      |
| 中國文化大學體育館     | - 排球                       | 1,603人  | 现有 |      |
| 臺北花博爭艷館         | - 撞球                       | 308人    | 现有 |      |
| 新竹縣體育館           | - 武術                       | 8,000人  | 现有 |      |
| 桃園市立體育館         | - 跆拳道                     | 15,000人 | 现有 |      |
| 臺北小巨蛋             | - 籃球                       | 12,000人 | 现有 |      |
| 國立體育大學體育館     | - 水球 - 游泳                | 15,000人 | 現有 |      |

### 競賽場館
| - 開、閉幕 - 臺北田徑場 - 射箭 - 桃園市國立體育大學田徑場 - 田徑 - 臺北田徑場 - 臺北田徑場周遭道路（公路賽） - 羽球 - 臺北體育館1樓、7樓 - 棒球 - 臺北市立天母棒球場 - 新北市立新莊棒球場 - 籃球 - 臺北和平籃球館 - 臺北市立大學天母校區體育館1樓 - 臺北小巨蛋 - 新竹市立體育館籃球場 - 跳水 - 臺北市立大學天母校區詩欣館B1跳水池 - 擊劍 - 臺北南港展覽館1館1樓 | - 足球 - 新北市新莊田徑場 - 新竹縣第二運動場 - 新北市輔仁大學體育場 - 桃園市長庚大學田徑場 - 高爾夫 - 桃園市揚昇高爾夫鄉村俱樂部 - 競技體操 - 臺北南港展覽館1館4樓 - 韻律體操 - 臺北南港展覽館1館4樓 - 柔道 - 新竹縣體育館 - 游泳 - 桃園市國立體育大學綜合體育館 - 新北市微風運河（公開水域） - 桌球 - 新北市新莊體育館 - 跆拳道 - 桃園市立體育館B1 | - 網球 - 臺北市網球中心 - 排球 - 臺北市國立臺灣大學綜合體育館 - 臺北市中國文化大學大孝體育館 - 臺北市國立臺灣師範大學校本部體育館 - 桃園市陸軍專科學校體育館 - 新竹市國立清華大學體育館 - 水球 - 臺北市松山運動中心游泳池 - 新竹縣游泳館 - 桃園市國立體育大學體育館 - 舉重 - 新北市淡江大學紹謨紀念體育館7樓 - 滑輪溜冰 - 臺北市迎風河濱公園溜冰場A - 武術 - 新竹縣體育館 - 撞球 - 臺北市花博爭艷館 |

### 練習場館
| - 射箭 - 桃園市國立體育大學射箭場 - 田徑 - 臺北市立大同高中田徑場 - 臺北市立中正高中田徑場 - 新北市立林口高中田徑場 - 臺北田徑場附屬暖身場 - 桃園市立田徑場 - 羽球 - 臺北體育館4樓 - 棒球 - 臺北市新生公園棒球場 - 籃球 - 臺北和平籃球館暖身館 - 臺北市立松山高中體育館 - 臺北市立成功高中體育館 - 臺北市捷運北投會館籃球場 - 新北市板樹體育館 - 新北市醒吾科技大學體育館 | - 跳水 - 臺北市立大學天母校區詩欣館3樓 - 足球 - 臺北市迎風河濱公園 - 臺北市立大學天母校區田徑場 - 桃園市國立體育大學副田徑場 - 銘傳大學桃園校區田徑場 - 國立臺灣大學竹北校區體育場 - 新北市中和錦和運動公園田徑場 - 柔道 - 桃園市中央警察大學警技館 - 游泳 - 桃園市國立體育大學游泳池 - 桃園市游泳池 - 乒乓球 - 新北市新莊體育館B1 | - 跆拳道 - 桃園市立體育館B2 - 排球 - 臺北市立南湖高中體育館 - 臺北市立內湖高工體育館 - 新北市明志科技大學體育館 - 桃園市國立體育大學室內網球場 - 新北市輔仁大學體育館 - 桃園市長庚科技大學體育館 - 水球 - 新北市新莊體育中心游泳池 - 舉重 - 新北市淡江大學紹謨紀念體育館4樓 - 武術 - 臺北市立大學天母校區詩欣館5樓 |

## 測試賽
依據國際大學運動總會（FISU）規範，須於賽會開始前針對需舉辦之運動種類辦理測試，故世大運執委會規劃辦理29項測試賽，於今年8月陸續開始測試，2016年第3、4季預計辦理共8項賽事，2017年第1、2、3季預定辦理21項賽事，以培養人員賽務運作經驗及測試設施設備的完備與運作正常，並利用測試賽檢視相關部門運作規劃及所有事件的保障能力。辦理測試賽的場館規劃原則以正式賽會舉辦的競賽場館為舉辦地點，測試賽所需測試的內容將依據各單位事務籌備進度，作為測試項目投入之基礎，2016年8月起逐步投入服務項目測試，將以賽事運作為主要測試項目，以測試賽務相關人員熟悉各項工作流程，後續各工作部門各項事務之籌備作業，將依據整體賽會籌備階段納入測試賽測試項目，以完備整體場館運作機制、客群管控、緊急應變處理等場館運行之相關事務順利運作。
| 1      | 8月18日－8月21日   | 撞球             | 2016台塑盃亞洲花式撞球錦標賽                             | 花博爭豔館                                                 |                                                   |                                     |                  |
| 2      | 8月23日－8月25日   | 高爾夫           | 2016年亞太青少年高爾夫隊際錦標賽                         | 揚昇高爾夫鄉村俱樂部                                       |                                                   |                                     |                  |
| 3      | 8月24日－8月28日   | 桌球             | 2016年臺北青少年桌球公開賽                               | 新莊體育館                                                 | 國際桌球總會主辦(ITTF)                            |                                     |                  |
| 4      | 9月1日－9月5日     | 武術             | 2016年第9屆亞洲武術錦標賽                                | 桃園市立體育館                                             | 第一次測試賽，亞洲武術聯合會主辦(WFA)             |                                     |                  |
| 5      | 9月8日－9月13日    | 射箭             | 2016亞洲盃射箭賽第二站暨世界排名賽                       | 國立體育大學田徑場                                         | 第一次測試賽，亞洲射箭總會(WAA)主辦               |                                     |                  |
| 第四季 |                    |                  |                                                          |                                                            |                                                   |                                     |                  |
| 6      | 10月2日            | 游泳             | 105年馬拉松游泳總統盃暨2017臺北世大運測試賽              | 微風運河                                                   | 第一次測試賽，僅辦理馬拉松游泳                    |                                     |                  |
| 7      | 12月3日－12月6日   | 滑輪溜冰         | 2016亞洲國際溜冰公開賽                                   | 迎風河濱公園溜冰場A                                        | 第一次測試賽，邀請4－5國參賽                      |                                     |                  |
| 8      | 12月17日－12月19日 | 擊劍             | 2016年世界銳劍衛星賽暨2017臺北世界大學擊劍團體項目測試賽 | 臺北體育館                                                 | 第一次測試賽，國際擊劍協會(FIE)主辦，邀請20國參賽 |                                     |                  |
| 2017年 | 第一季             |                  |                                                          |                                                            |                                                   |                                     |                  |
| 2017年 | 第一季             | 9                | 1月20日－1月22日                                         | 舉重                                                       | 全國青年盃暨2017臺北世大運舉重測試賽              | 淡江大學體育館                      |                  |
| 2017年 | 第一季             | 10               | 2月24日－2月26日                                         | 棒球                                                       | 2017臺北世大運棒球邀請賽(測試賽)                  | 天母棒球場                          | 邀請韓國、日本隊 |
| 2017年 | 第二季             |                  |                                                          |                                                            |                                                   |                                     |                  |
| 2017年 | 11                 | 4月6日－4月12日  | 滑輪溜冰                                                 | 2017第一屆亞洲大學溜冰錦標賽                               | 迎風河濱公園溜冰場A                               | 第二次測試賽                        |                  |
| 2017年 | 12                 | 4月7日－4月8日   | 田徑                                                     | 大專院校田徑公開賽                                         | 臺北田徑場                                        | 第一次測試賽                        |                  |
| 2017年 | 13                 | 4月27日－4月30日 | 水球                                                     | 2017臺北世大運水球測試賽                                   | 臺北市松山運動中心游泳池                          |                                     |                  |
| 2017年 | 14                 | 4月29日－4月30日 | 排球                                                     | 企業十三年企業排球聯賽開幕賽                               | 國立臺灣師範大學校本部體育館                      |                                     |                  |
| 2017年 | 15                 | 4月30日          | 田徑                                                     | 2017亞洲田徑大獎巡迴賽                                     | 臺北田徑場                                        | 第二次測試賽，亞洲田徑協會(AAA)主辦 |                  |
| 2017年 | 16                 | 5月3日－5月9日   | 羽球                                                     | 中華民國106年全國大專院校運動會－羽球項目                  | 臺北體育館                                        |                                     |                  |
| 2017年 | 17                 | 6月1日－6月7日   | 跆拳道                                                   | 2017臺北世大運跆拳道測試賽                                 | 桃園市立體育館                                    |                                     |                  |
| 2017年 | 18                 | 6月5日－6月12日  | 足球                                                     | 2017臺北世大運男子足球邀請賽                               | 輔仁大學田徑場                                    | 第一次測試賽，共4隊參賽             |                  |
| 2017年 | 19                 | 6月11日－6月25日 | 網球                                                     | 2017台朔盃國際男女職業網球錦標賽                           | 臺北市網球中心                                    | 新建場館/ITF                        |                  |
| 2017年 | 20                 | 6月30日－7月2日  | 游泳                                                     | 中華臺北公開賽                                             | 國立體育大學游泳池                                | 第二次測試賽，邀請4國參賽           |                  |
| 2017年 | 第三季             |                  |                                                          |                                                            |                                                   |                                     |                  |
| 2017年 | 21                 | 7月2日－7月3日   | 柔道                                                     | 亞洲柔道公開賽－臺北站                                     | 新竹縣立體育館                                    | 亞洲柔道總會(JUA)主辦               |                  |
| 2017年 | 22                 | 7月2日－7月8日   | 射箭                                                     | 2017亞洲射箭大獎賽（積分賽）                               | 國立體育大學田徑場                                | 第二次測試賽，亞洲射箭總會(WAA)主辦 |                  |
| 2017年 | 23                 | 7月3日－7月10日  | 足球                                                     | 2017臺北世大運女子足球邀請賽                               | 新竹縣立第二運動場                                | 第二次測試賽，共4隊參賽             |                  |
| 2017年 | 24                 | 7月5日－7月6日   | 武術                                                     | 中等學校武術錦標賽                                         | 新竹縣立體育館                                    | 第二次測試賽                        |                  |
| 2017年 | 25                 | 7月7日－7月8日   | 跳水                                                     | 臺北城市盃跳水邀請賽                                       | 臺北市立大學天母校區詩欣館                        |                                     |                  |
| 2017年 | 26                 | 7月14日－7月23日 | 籃球                                                     | 第39屆威廉·瓊斯盃國際籃球邀請賽－男子組                    | 臺北市和平實驗國民小學籃球館                      |                                     |                  |
| 2017年 | 27                 | 8月1日－8月3日   | 韻律體操                                                 | 2017年國際韻律體操暨2017臺北世大運測試賽（國際體操邀請賽） | 台北南港展覽館1館                                 | 亞洲6國參賽                         |                  |
| 2017年 | 28                 | 8月5日－8月6日   | 擊劍                                                     | 全國排名賽                                                 | 台北南港展覽館1館                                 | 第二次測試賽                        |                  |
| 2017年 | 29                 | 8月7日－8月9日   | 競技體操                                                 | 2017年國際競技體操暨2017臺北世大運測試賽（國際體操邀請賽） | 台北南港展覽館1館                                 | 亞洲6國參賽                         |                  |